# CarVup
CarVup è un videogioco a piattaforme del 1990 sviluppato per Amiga e Atari ST dalla Core Design. Le dinamiche di gioco sono riprese dall'arcade City Connection.

## Modalità di gioco
Nel videogioco si impersona una macchina impegnata a superare vari livelli. Per superare il livello bisogna colorare le piattaforme passandoci sopra, arrivando a colorarne il 100%. Nel gioco si possono ottenere delle lettere e formando le due parole "BONUS" e "EXTRA", si ottengono punti e vite aggiuntive. Inoltre si possono raccogliere armi supplementari da usare contro i nemici di turno. Alla fine di ogni livello un elicottero trasporterà la macchina al seguente. Il gioco ha sei livelli, costituiti a loro volta da sei stage ognuno.